# Hermann Josef Kreitmeir
Hermann Josef Kreitmeir (* 8. August 1926 in Schongau; † 26. September 2017 in Eichstätt) war ein römisch-katholischer deutscher Journalist, Publizist und Chefredakteur. Er galt als „Pionier kirchlicher Bildungsarbeit“. Als erster Laie sprach er im Ersten Deutschen Fernsehen das „Das Wort zum Sonntag“. Er war 25 Jahre Chefredakteur der Eichstätter Kirchenzeitung, gehörte von 1982 bis 1992 dem Deutschen Presserat an und war 1988/1989 dessen Sprecher.

## Leben
Geboren und aufgewachsen im oberbayerischen Schongau als der ältere von zwei Brüdern, wurde Kreitmeir aufgrund von besonderen schulischen Leistungen auf das Internat des römisch-katholischen Canisiuskonvikt nach Ingolstadt geschickt. Mit nur 16 Jahren wurde er 1943 als Luftwaffenhelfer eingezogen. Es folgten 1944 der Reichsarbeitsdienst sowie Kriegseinsätze in der 1. Gebirgsjäger Division als Gebirgsjäger in den französischen und italienischen Alpen. Noch vor dem offiziellen Ende des Zweiten Weltkrieges geriet Kreitmeir in amerikanische Kriegsgefangenschaft.
Nach Gefangenschaft und Rückkehr studierte der bekennende Katholik Philosophie und Jura an der Ludwig-Maximilians-Universität München, der Bischöflichen Philosophisch-Theologischen Hochschule Eichstätt und der Johannes Gutenberg-Universität Mainz, wo er 1951 das Juristische Staatsexamen ablegte. Als Student war er aktives Mitglied der katholischen Studentenverbindung  KDStV Tuiskonia München im CV. und Gründungssenior der 1947 in Eichstätt gegründeten K.D.St.V. Aureata, die 1972 mit der Tuiskonia fusionierte. 1958 war er als „Alter Herr“ bei der Gründung der K.D.St.V. Alcimonia Eichstätt beteiligt, die bis heute existiert.
Schon während seines Studiums kam er mit dem Journalismus in Berührung und engagierte sich in katholischen Laienorganisationen. 1947/48 absolvierte Kreitmeir sein Volontariat beim Sebaldusverlag in Nürnberg. Nach dem Studium trat er die Stelle als Diözesanleiter im Bischöflichen Seelsorgeamt Eichstätt im gerade neugeschaffenen Amt für Männer- und Frauenseelsorge an. Als Mitarbeiter des späteren Eichstätter Bischofs Alois Brems war Kreitmeir maßgeblich am Aufbau der katholischen Erwachsenenbildung in der Diözese Eichstätt beteiligt. Mit diesem Einstieg und im Geiste des Zweiten Vatikanischen Konzils (1962 bis 1965) engagierte sich Kreitmeir in der katholischen Bildungs- und Verbandsarbeit und war Gründungsmitglied des Familienbundes der Katholiken.
1967 wurde Kreitmeir Chefredakteur des „Willibaldsboten“. 25 Jahre – bis zu seinem Eintritt in den Ruhestand 1992 – leitete Kreitmeir als Chefredakteur die Kirchenzeitung für das Bistum Eichstätt, ab 1972 zusätzlich als Verlagsleiter. Als mittlerweile deutschlandweit bekannter Publizist übernahm er zunehmend weitere Aufgaben.
Von 1967 bis 1974 war er Mitglied des Rundfunkrats des Bayerischen Rundfunks, 30 Mal sprach er im Ersten Deutschen Fernsehen das „Das Wort zum Sonntag“. Während der Synode der deutschen Bistümer war er von 1971 bis 1975 Mitglied der Gesamtredaktion der deutschen Kirchenpresse und einer der täglichen Abendkommentatoren für den Bayerischen Rundfunk während der Sitzungsperioden.
1982 übernahm er die Moderation des „Familienjournals“ des Bayerischen Fernsehens. Dem Deutschen Presserat gehörte Kreitmeir von 1982 bis 1992 an und wurde 1988/1989 zu dessen Sprecher gewählt. Der Deutsche Presserat ist die freiwillige Selbstkontrolle der Verleger- und Journalistenverbände in Deutschland und tritt für die Einhaltung ethischer Standards und Verantwortung im Journalismus ein. Als Selbstkontrolle verteidigt der Presserat die Pressefreiheit gegen Eingriffe von außen.

## Positionen
Kreitmeir war praktizierender Katholik. Hieraus begründete sich auch sein Engagement in der Erwachsenenbildung und der kirchlichen Verbandsarbeit auf Diözesan-, Landes- und Bundesebene in verantwortlichen Positionen. Weitere Tätigkeiten Kreitmeirs umfassten die Mitgliedschaft im Aufsichtsrat von „Weltbild“, „Frau im Leben“, „Zenit“ und „Mann in der Kirche“. Nach eigenem Bekunden war es ihm „ein Anliegen, den Schutz der Intimsphäre auch des kleinen Mannes zu stärken“.

## Privates
Kreitmeirs Engagement war nach eigenem Bekunden immer auch begründet in seiner Familie. Zwölf Kinder zog er mit seiner 2007 verstorbenen Frau Maria groß, mit der er seit 1952 verheiratet war. Darunter vier leibliche Söhne und vier Töchter, eine Adoptivtochter aus Ecuador und drei Pflegetöchter aus Äthiopien.

## Veröffentlichungen
- In schwerer Zeit Erzieher für Priester. Kirchenzeitung für das Bistum Eichstätt, 47, 52/53, S. 28, Eichstätt 1984.
- Ethik und Journalismus – Der Deutsche Presserat als Mahner. Deutscher Presserat (Hrsg.): Jahrbuch 1988., S. 5–7, Bonn 1989.
- Festgabe zum 80. Geburtstag von Bischof Dr. Alois Brems. Bischöfliches Ordinariat, Eichstätt 1986.

## Auszeichnungen
- 1989 Dr. humoris causa der hannoveranischen Funkenartillerie Blau-Weiß